# Юкали
Юкали — река в России, протекает по Башкортостану. Устье реки находится в 57 км по правому берегу реки Малый Кизил. Длина реки составляет 10 км.
Начинается у хр. Крыктытау, в северном подножии горы Крепсакан.

## Данные водного реестра
По данным государственного водного реестра России относится к Уральскому бассейновому округу, водохозяйственный участок реки — Урал от Верхнеуральского гидроузла до Магнитогорского гидроузла. Речной бассейн реки — Урал (российская часть бассейна).
Код объекта в государственном водном реестре — 12010000212112200001695.